# 羅馬尼亞戰役 (第一次世界大戰)
羅馬尼亞戰役是第一次世界大戰中東方戰線的一部分，羅馬尼亞與俄國、英國、法國結盟，對抗同盟國。主要戰鬥發生於1916年8月至1917年12月之間，戰場則位於特蘭西瓦尼亞、羅馬尼亞本土，以及與保加利亞接壤的多布羅加地區。羅馬尼亞取得初期勝利，在隨後的戰事中受挫，到1916年年底時僅能守住摩爾達維亞地區，依靠俄國的支持勉強維繫局面。當俄國爆發革命後，羅馬尼亞幾乎陷入包圍，只能在1918年5月退出戰爭，與同盟國簽下了布加勒斯特條約。到了1918年11月10日，德國停戰的前一天，羅馬尼亞再度加入戰局，成為戰勝國的一員。

## 戰前情勢

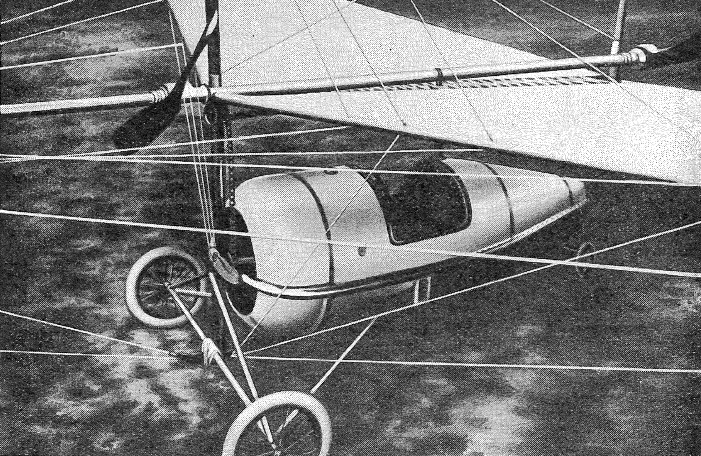
羅馬尼亞的弗萊庫A型3號單翼機（A Vlaicu III monoplane）在一次大戰爆發前完成試飛。

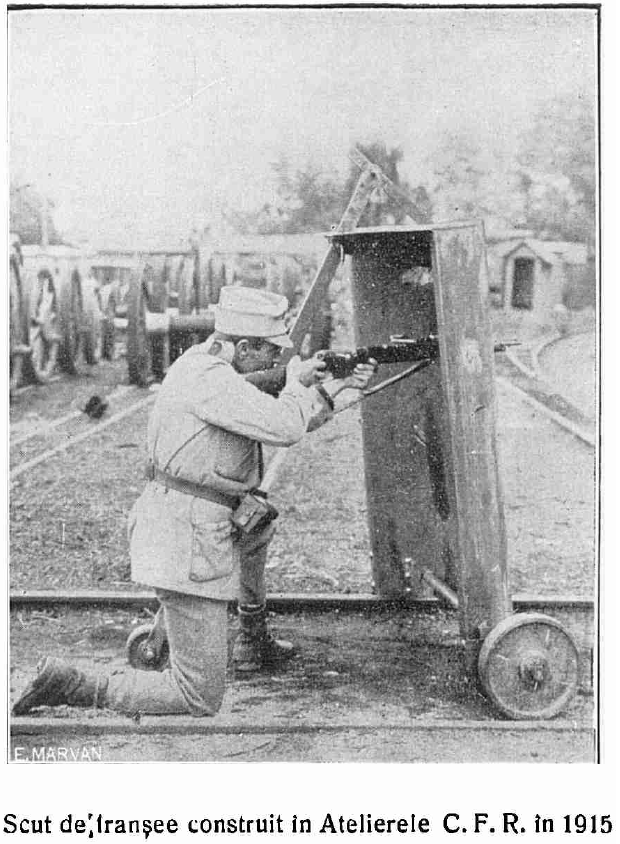
羅馬尼亞士兵的移動式砲盾。

在一次大戰期間，羅馬尼亞是一個國土面積13萬8千平方公里、人口約900萬的國家。在戰爭的前半段，羅馬尼亞保持中立，但該國擁有歐陸唯一的油田，而這正是同盟國所急需的戰略物資。親近德國的國王卡羅爾一世在1914年9月駕崩，繼位的斐迪南一世與國內的政治領袖們多半傾向協約國；對羅馬尼亞而言，向匈牙利取回擁有300萬羅馬尼亞居民的特蘭西瓦尼亞是首要的目標。在對協約國方面，羅馬尼亞的參戰可以斷絕德國的石油進口，並切斷與土耳其之間的鐵路聯繫；為此，英國向羅馬尼亞提供貸款、法國派出了軍事顧問團、俄國則應允了軍火支援。此外，協約國也承諾派出20萬士兵進入羅馬尼亞，協助防禦來自保加利亞的攻擊，以及對奧匈帝國的入侵。
羅馬尼亞的王位自1866年起便由霍亨索倫家族的分支掌握，卡羅爾一世在1883年便與同盟國簽訂密約，規定羅馬尼亞只有在奧匈帝國遭到攻擊時才有參戰義務。但在戰雲密布之際，羅馬尼亞的輿論卻傾向於支持協約國，新任國王斐迪南一世決定保持中立，並以奧匈帝國率先開啟戰端，而非遭到攻擊為由，拒絕參加戰爭 。奧匈帝國也在德國要求下暫緩了對羅馬尼亞與義大利的領土要求，以使兩國繼續保持中立。
羅馬尼亞在參戰的談判中最在乎的是領土要求與避免雙線作戰的危險。在領土要求部分，奧匈帝國治下，但以羅馬尼亞人為多數的特蘭西瓦尼亞是首要的目標；而羅馬尼亞與保加利亞在南方的多布羅加地區也有領土糾紛，極有可能遭到襲擊，因而需要協約國盟友的支援。協約國方面則要求羅馬尼亞不得單獨與同盟國和談，並應允在戰後的和平會議中給予同等的戰勝國地位。俄軍將在羅馬尼亞參戰後進入羅馬尼亞助戰，壓制保加利亞；協約國的物資也將會大批送達。雙方在1916年的《布加勒斯特條約》中規範，英軍與法軍最晚在1916年8月將重啟對土耳其、保加利亞的軍事行動，俄軍則進駐多布羅加協防，而羅馬尼亞的軍隊並不須接受俄國的指揮，此外協約國須提供每日300噸的物資支援。然而，這些條款大多都沒有獲得履行。
英國戰史學家西里爾·弗爾斯指出，羅馬尼亞並不信任俄國，使得雙方的談判陷入延宕；若是羅馬尼亞能在俄軍於1916年6月發動勃魯西洛夫攻勢之前參戰，協約國將能收到更佳的效果。而俄國方面也擔心羅馬尼亞對比薩拉比亞地區的野心，而延遲了談判進程。但根據英國學者約翰·基甘的研究，協約國打從一開始就不會尊重羅馬尼亞的領土要求。

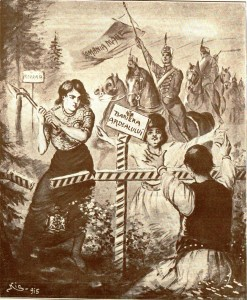
羅馬尼亞的戰爭宣傳畫，主張建立一個「大羅馬尼亞」（1915年11月）。

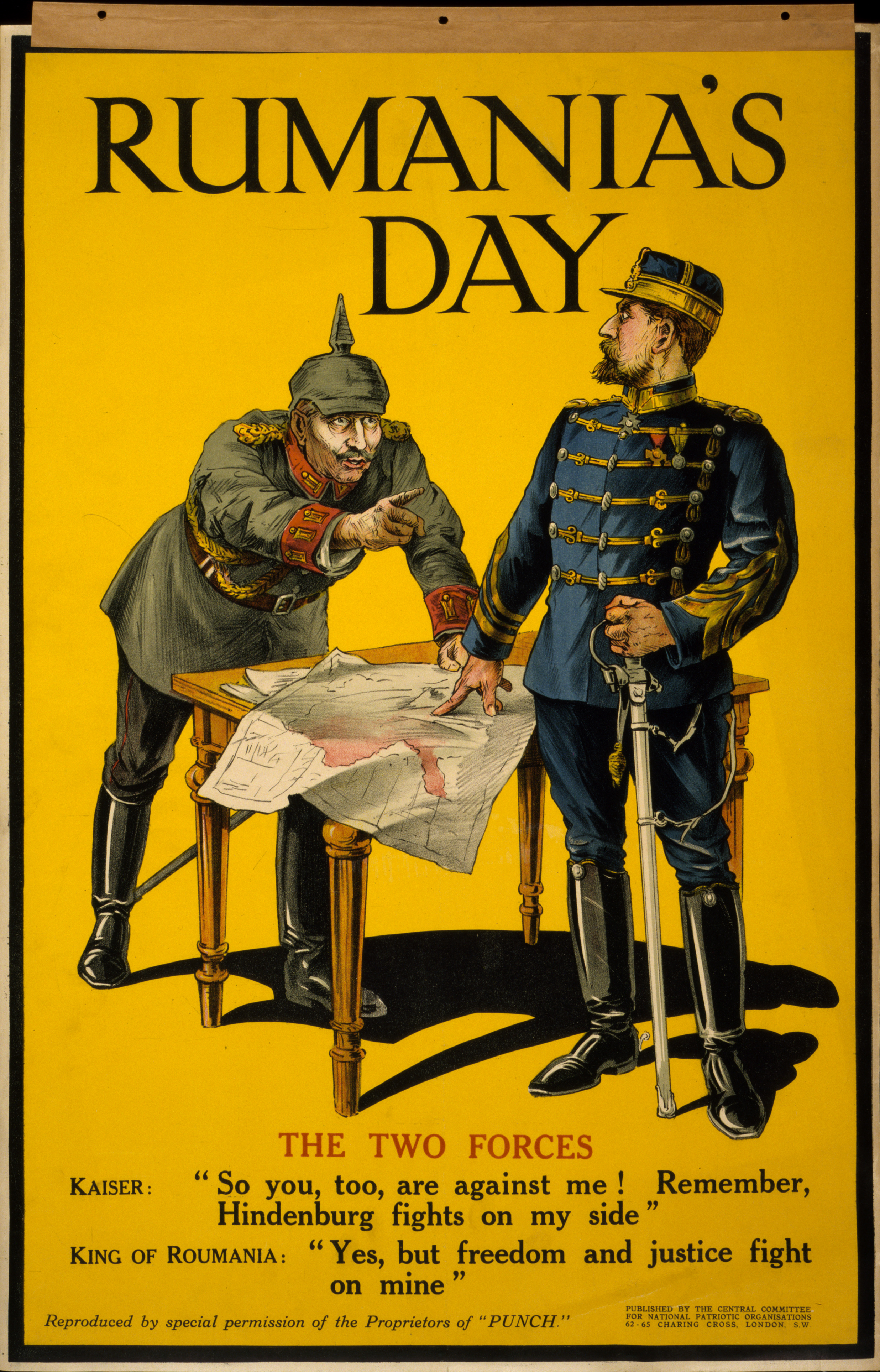
英國的戰爭宣傳，歡迎羅馬尼亞加入協約國。

1915年，英軍中校克里斯多福·湯姆森在基奇納伯爵派遣下抵達布加勒斯特擔任軍事顧問，並推動羅馬尼亞參戰。但湯姆森很快地發現羅馬尼亞軍隊毫無作戰準備，且裝備極為落後，貿然開戰將會成為協約國的負擔而非助力。但他的觀點並未獲得政府接受，雙方仍在1916年8月13日完成最後的軍事協定；而就在幾個月後，湯姆森也只得協助羅馬尼亞收拾殘局，破壞掉境內的油井與工廠，以免遭到德國奪占。
羅馬尼亞政府在1916年8月17日與協約國締約，答應在28日向奧匈帝國宣戰；但駐維也納的羅馬尼亞大使卻在27日提前轉達了宣戰布告，德國方面對此相當驚訝，並在28日向羅馬尼亞宣戰。此外，保加利亞與土耳其的宣戰時間尚有爭議，伊恩·貝克特認為，保加利亞在8月31日出兵之前都沒有提出正式的宣戰布告；但也有一些資料指出，保加利亞在30日或9月1日時向羅馬尼亞宣戰，土耳其方面則是介於8月29日、30日或9月1日間宣戰。短短兩日之內，羅馬尼亞即與同盟國進入戰爭狀態。
在開戰當下，羅馬尼亞陸軍共有23個師、65萬名士兵，但訓練與裝備皆嚴重不足，難以與德軍較量。德國參謀總長埃里希·馮·法金漢已預測到羅馬尼亞加入協約國參戰的可能，並著手制定了相應的作戰計畫。由於塞爾維亞幾乎全境淪陷，協約國在希臘邊界的軍事行動也沒有進展，使德國與奧匈帝國有能力迎戰羅馬尼亞；保加利亞與土耳其也願意出兵投入戰局。
德國高層對羅馬尼亞貿然參戰的前途相當憂心，興登堡曾表示道：
「可以肯定的是，羅馬尼亞這個小國在歷史上從來沒有扮演過如此重要、具有決定性的角色，德國與奧匈兩個大國也從未有如此憐憫之心，來面對一個人口自己只有二十分之一的小國。從軍事情況判斷，羅馬尼亞提前參戰有利於已經虛擲光陰數年的列強們；但一切仍取決於羅馬尼亞是否準備好利用她的短暫優勢。」

### 奧匈帝國軍中的羅馬尼亞裔

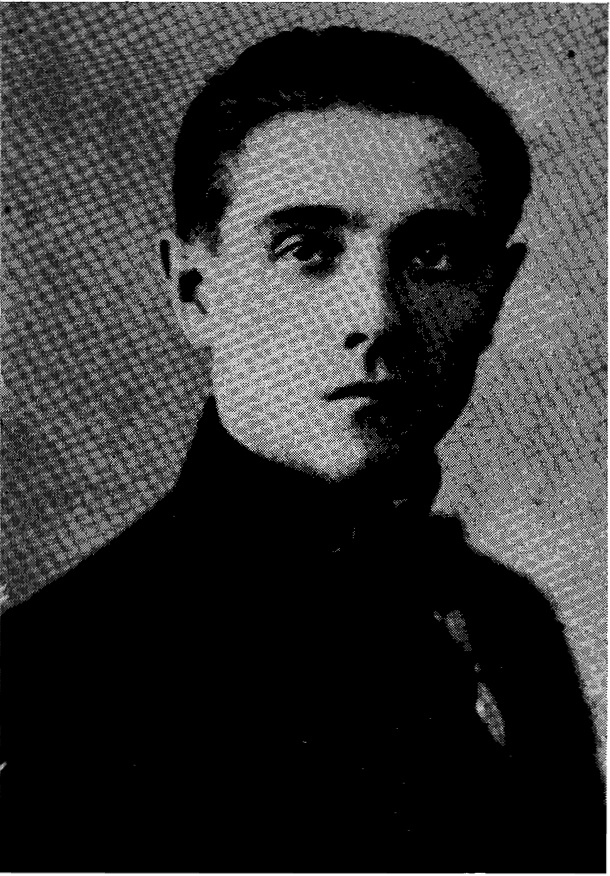
埃米爾·雷布列亞努中尉，曾獲頒奧匈帝國的鑲金勇氣勳章，為奧匈軍中羅馬尼亞裔士兵取得的最高榮譽。

奧匈帝國中的羅馬尼亞人很早就投入戰場，數十萬來自特蘭西瓦尼亞、布科維納的羅馬尼亞裔居民被動員。大多數的羅馬尼亞裔士兵忠於帝國，但隨著戰事發展，反對的情緒也開始萌芽，特別是羅馬尼亞加入戰爭之後；許多忠誠的士兵冒著生命危險逃跑，以免在戰場上向自己的同族開槍。後世有許多文學作品以此為主題，如利維烏·雷布列亞努的《絞死者的樹林》。
儘管如此，其他戰線上的羅馬尼亞士兵依然為奧匈帝國英勇戰鬥，亦獲得不少表彰，如在東線、巴爾幹、義大利等戰線活躍的格奧爾格·弗隆多爾上尉、埃米爾·雷布列亞努中尉（前述利維烏·雷布列亞努的兄弟，在1917年時試圖叛逃到羅馬尼亞失敗，遭到處決），兩人皆曾獲頒「勇氣勳章」。其他在奧匈帝國著名的羅馬尼亞人尚有帝國顧問康斯坦丁·伊索佩斯庫─格雷庫爾中校、留下重要的戰爭經歷回憶錄的作家奧克塔維安·科德魯·塔斯勞安努、首位羅馬尼亞戰地攝影師薩摩伊拉·默爾札也在里加留下了他的作品。多達15萬羅馬尼亞裔士兵在奧匈軍中陣亡。

## 戰事經過

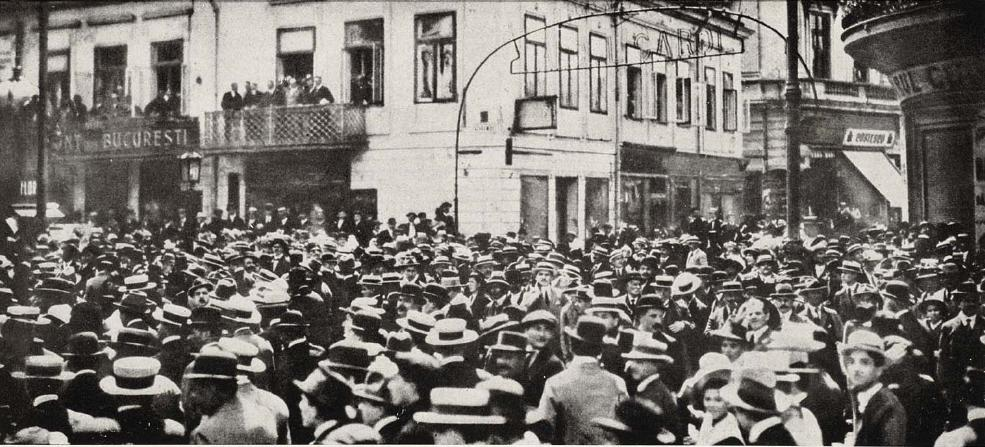
羅馬尼亞響應參戰的遊行，攝於布加勒斯特。

### 羅馬尼亞的推進

#### 特蘭西瓦尼亞戰役
1916年8月27日夜間，羅馬尼亞第1軍團、第2軍團及北方軍團依據「Z計畫」穿越喀爾巴阡山脈，展開了特蘭西瓦尼亞戰役。同時，羅馬尼亞的內河魚雷艇蘭杜尼卡號（Rândunica）、布約雷斯庫號（Bujorescu）、卡廷卡號（Catinca）也襲擊了駐紮於保加利亞魯塞港內的奧匈帝國多瑙河艦隊，擊沉一艘裝滿燃料的駁船，並破壞了碼頭設施。奧匈帝國在該區的防禦只有第1軍團，他們被迫向匈牙利本土退卻，邊境的布拉索夫、弗格拉什、米耶爾庫雷亞丘克等城鎮迅速被佔領，羅馬尼亞軍隊已逼近錫比烏郊區。也毫不意外地獲得了羅馬尼亞裔居民的歡迎與支持，他們樂於提供物資、宿營與嚮導等協助。
羅馬尼亞軍隊的推進令同盟國感到震驚，增援與反擊在隨後數周源源而來；反倒協約國方面出現誤判，認為德國與奧匈帝國無法從索姆河戰役與勃魯西洛夫攻勢中騰出支援。然而，法金漢已佈署了八個師與一個阿爾卑斯山地軍，加上奧匈帝國的四個師，在9月中旬擋下了羅馬尼亞的推進。俄國雖然出借三個師以配合羅馬尼亞軍的行動，但因補給不足，實際戰果相當有限。

### 攻勢停滯與同盟國軍重新組織

#### 馬肯森的逆襲
羅馬尼亞首先遭遇到的反擊是由馬肯森率領的同盟國部隊，包括一個德國旅、保加利亞第3軍團、以及土耳其第6軍團的兩個師。這支部隊在9月1日從保加利亞向多布羅加地區進攻，羅馬尼亞駐紮於圖爾圖凱亞（位於多瑙河南岸，今屬保加利亞）的守軍遭到包圍，於9月6日投降，兩萬餘人被俘。
羅馬尼亞第3軍團雖然試著重組防禦，但仍被迫撤出錫利斯特拉、多布里奇、阿姆扎恰鄉、托普拉伊薩爾鄉等城鎮，多瑙河以南的土地大多失守。馬肯森的成功主因在於協約國方面無法履行對羅馬尼亞的承諾，在馬其頓方面的攻勢不足以牽制保加利亞與土耳其，俄軍的援兵亦嫌不足，使羅馬尼亞必須獨力承擔長達1600公里、地勢複雜的兩條戰線；相較之下，由波羅的海到布科維納的東方戰線不過1000公里。

#### 弗雷曼達攻勢

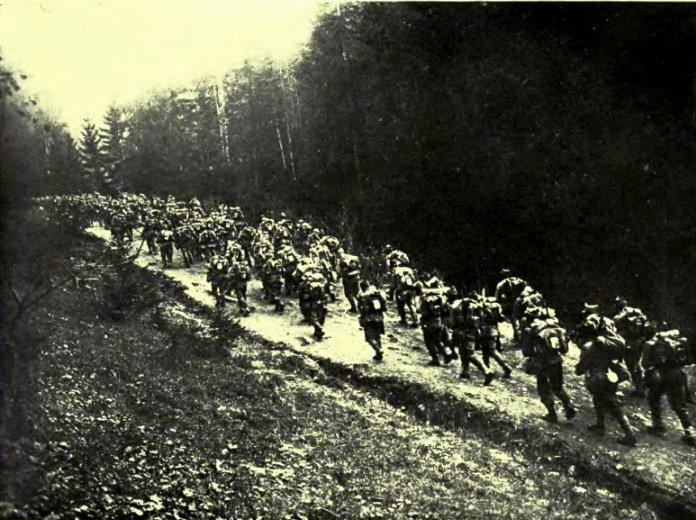
在特蘭西瓦尼亞的羅馬尼亞軍隊，1916年。

9月15日，羅馬尼亞方面決定暫停對特蘭西瓦尼亞方面的進攻，改以擊敗馬肯森為首要目標，這個計畫稱為弗雷曼達攻勢，由羅馬尼亞、俄羅斯聯軍向科巴丁鄉──庫爾特布納（今保加利亞泰爾維爾）一線發動攻擊，阻止同盟國軍切斷布加勒斯特至康士坦察之間的水陸交通線，兩軍分別由亞歷山德魯·阿維雷斯庫、安德烈·札翁奇科夫斯基指揮。羅、俄聯軍在9月19日挫敗了保加利亞第3軍團對科巴丁的攻擊，迫使同盟國軍在10月中旬之前都無法推進。30日，德國潛艇UB-42号潜艇向蘇利納港口發動襲擊，但沒有造成破壞，自身則在反擊中負傷撤退。10月1日，兩個羅馬尼亞師在弗雷曼達越過多瑙河，開闢了一個14公里寬、4公里深的突出部，隨後佔領了數個保加利亞軍據點。但由於特蘭西瓦尼亞的戰況惡化，羅馬尼亞軍被迫取消之後的行動。在這一波戰事中，奧匈帝國多瑙河艦隊的砲艇博德羅格號（Bodrog）、克勒什號（Körös）、索梅什號（Szamos）與巡邏艇河鱸號（Barsch）皆有受損。

### 同盟國大舉反攻

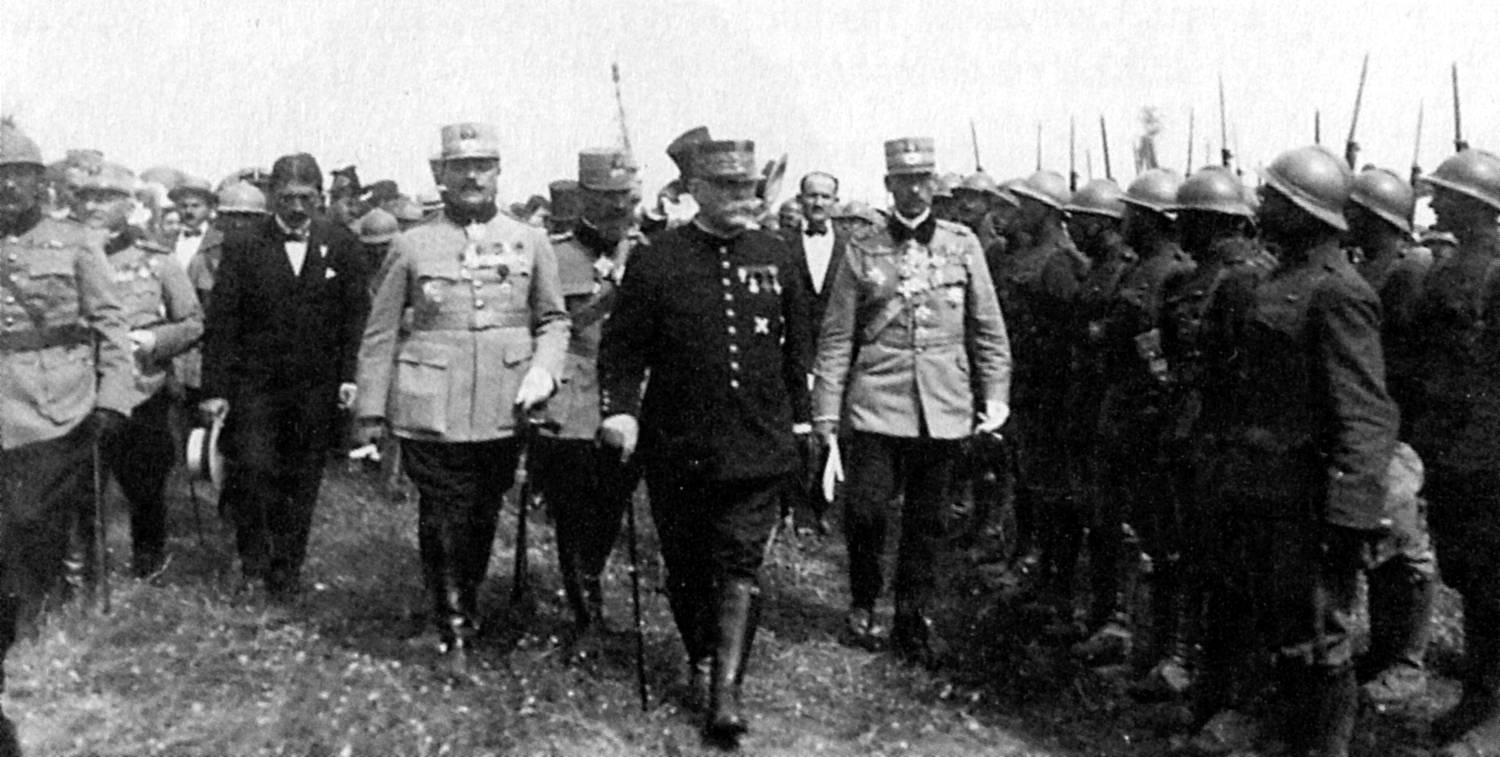
法軍元帥霞飛檢閱羅馬尼亞軍隊。

#### 喀爾巴阡隘口爭奪戰
法金漢在9月初卸下參謀總長職務，改任新編成的第9軍團司令，並在18日展開反擊。首先，同盟國軍在哈采格擋下了羅馬尼亞第1軍團，8天後又對錫比烏一帶發動攻擊。處於劣勢的羅馬尼亞軍向弗爾坎、托爾努羅舒兩個隘口撤退，但後者已被迂迴而來的德軍山地部隊攻佔，使羅馬尼亞軍付出了3000人傷亡的代價才重奪此地。10月17日，羅馬尼亞第2軍團向布拉索夫的匈牙利軍發動攻擊，但被擊退；北部的羅馬尼亞第4軍團受到的壓力較小，但仍無法維持戰線。到10月25日，攻入奧匈帝國境內的羅馬尼亞軍基本上都已退回國境，同時也擾亂了羅馬尼亞軍在多布羅加的佈署。

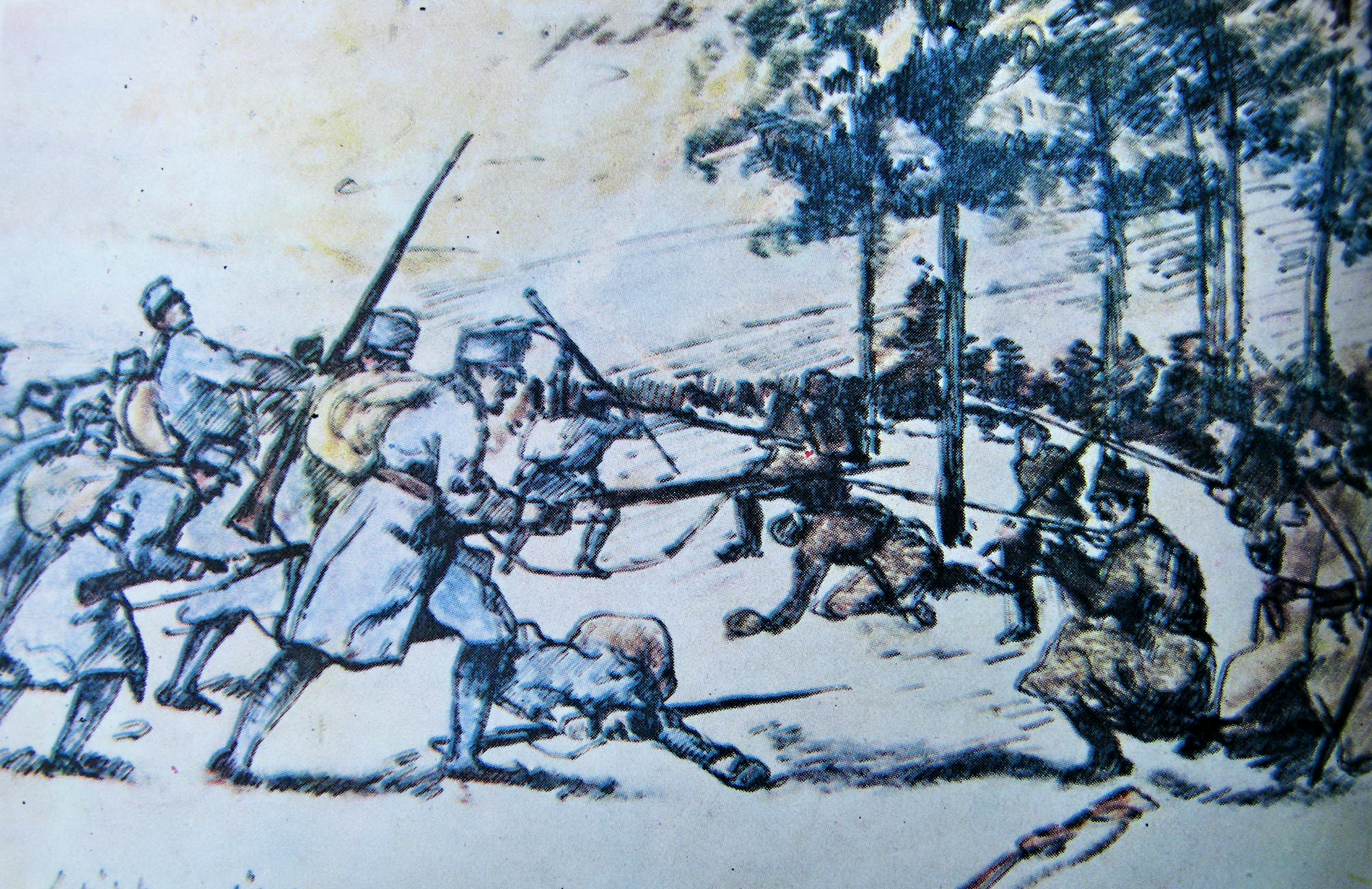
羅馬尼亞軍隊在第一次奧伊圖茲戰役中反擊奧匈帝國軍隊（1916年10月）。

10月，羅馬尼亞方面進行大規模調遣與戰略修改，以防禦喀爾巴阡山脈的各個隘口作為目標，阻止同盟國軍入侵本土；雙方在普拉霍瓦山谷交鋒，羅馬尼亞軍在激烈戰鬥後守住了普雷戴亞爾鎮，這場戰鬥的的慘烈程度幾乎可與西線比擬。23日，同盟國在西側的日烏河谷發動攻勢，羅馬尼亞第1軍團在揚·德拉加利納率領下全力死守；在特爾古日烏的戰鬥中，城內的居民也主動參戰，女童軍葉卡特琳娜·泰奧多琉因其在防守日烏橋的戰鬥中表現突出，而被譽為「日烏英雄」。喀爾巴阡隘口的防禦戰可說是羅馬尼亞軍事史上的一項成就，它的複雜程度與難度遠高於羅馬尼亞的軍隊所能承受，但他們仍在此短暫擋住了同盟國軍的推進，並獲得了寶貴的經驗。

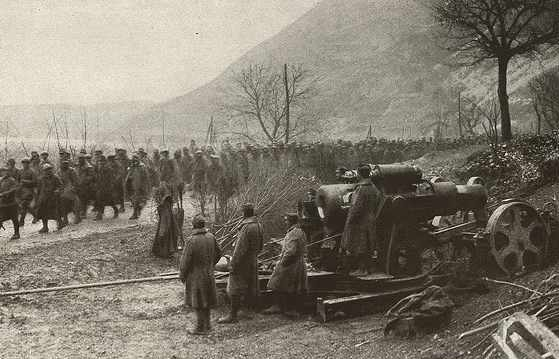
在托爾努羅舒隘口的羅馬尼亞戰俘經過一座奧匈軍的迫擊砲。

同盟國軍在日烏河谷受挫後進行重整，組成在彼得羅沙尼組成了臨時兵團，由維克特·屈內指揮；這支部隊轄有第11巴伐利亞步兵師、第301步兵師，為稍早在日烏河谷作戰的主力。第41普魯士步兵師與第109步兵師也從里加遠道而來，組成第58軍（原第5騎兵軍），以埃貢·馮·施梅托伯爵擔任軍長，該軍另有第6騎兵師、第7騎兵師。另外尚有第115步兵師及兩個自行車旅作為預備隊，使屈內兵團擁有8萬官兵及3萬匹馬。羅馬尼亞軍隊難以抵擋同盟國軍在11月的新一波攻勢，只能不斷後撤；德軍騎兵於21日占領克拉約瓦。羅馬尼亞方面試圖依托奧爾特河重建防線，並組織騎兵遲滯同盟國軍推進，但他們仍在羅伯內斯蒂戰役遭到擊敗
。

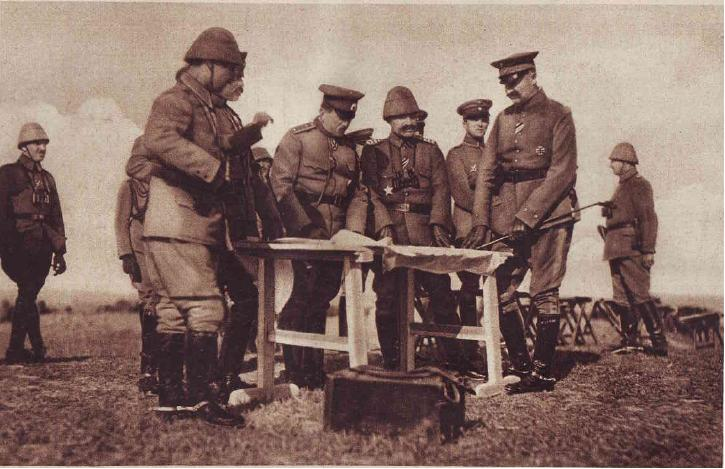
General 保加利亞的托謝夫將軍（Stefan Toshev）與土耳其的希爾米帕夏（Hilmi Paşa）在梅吉迪亞（Medgidia）附近觀戰。

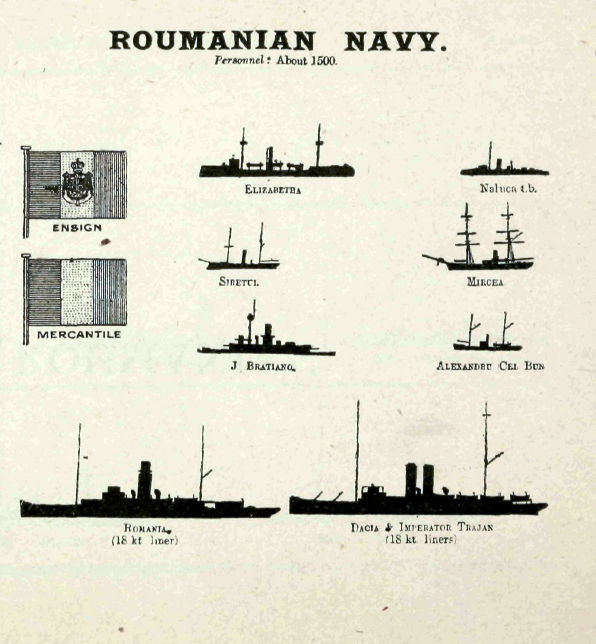
羅馬尼亞海軍的主要軍艦：伊莉莎貝塔級巡洋艦（Elisabeta）、瑙盧卡級（Năluca）魚雷艇3艘、錫雷圖爾級（Siretul）砲艦4艘、訓練艦米爾恰號（Mircea）、布拉蒂亞努級（Brătianu）內河砲艇4艘、好人亞歷山德魯號（Alexandru cel Bun)佈雷艦。

在南側，馬肯森與保加利亞主將斯特凡·托謝夫也在10月19日重啟攻勢，在第二次科巴丁戰役中取得決定性勝利，迫使羅馬尼亞軍與俄軍退出多布羅加，並在22日攻占康士坦察；在切爾納沃德渡口被占領後，殘留的俄軍只能撤往多瑙河三角洲的沼澤，他們已完全失去作戰能力。隨後，馬肯森迅速且秘密的將大批部隊調到西側的斯維什托夫，準備跨越多瑙河。
在10月的喀爾巴阡隘口爭奪戰失敗後，法金漢中抽調了精銳的阿爾卑斯山地軍，在11月10日向弗爾坎隘口發動攻擊；未來的德國元帥、當時仍是中尉連長的隆美爾也參加了這次作戰，他率領一支符騰堡山地兵連攻下了雷斯庫盧伊山。到11月底，喀爾巴阡山區已開始降雪，雙方都試圖在天氣轉壞之前抵達平原地區，而羅馬尼亞方面更因連續戰鬥與退卻而缺乏補給。

#### 收縮
在第二次科巴丁戰役後，羅馬尼亞失去了康士坦察，同盟國軍則在此設置了海空軍基地，以水上飛機持續襲擊羅馬尼亞最後一個港口蘇利納。然而，德軍在康士坦察僅有四架水上飛機，其中一半在11月7日的空襲中損失；德國在羅馬尼亞所使用的水上飛機共有三種：腓特烈港公司FF.33、漢莎─布蘭登堡公司W.12、倫普勒公司6B，當日失去的兩架皆是FF.33。
同時，同盟國軍在黑海中唯一的潛艇是德國的UC-15号潜艇，他在11月中旬被派往蘇利納佈雷，但從此失聯，咸信他可能遭到自己的水雷擊沉，他的同型潛艇常有這種狀況；也有資料認為他遭到羅馬尼亞方面摧毀，羅馬尼亞海軍也有英國製佈雷艦好人亞歷山德魯號（Alexandru cel Bun）。在失去UC-15後，同盟國直到12月初才取得UC-23号潜艇，繼續佈雷任務。

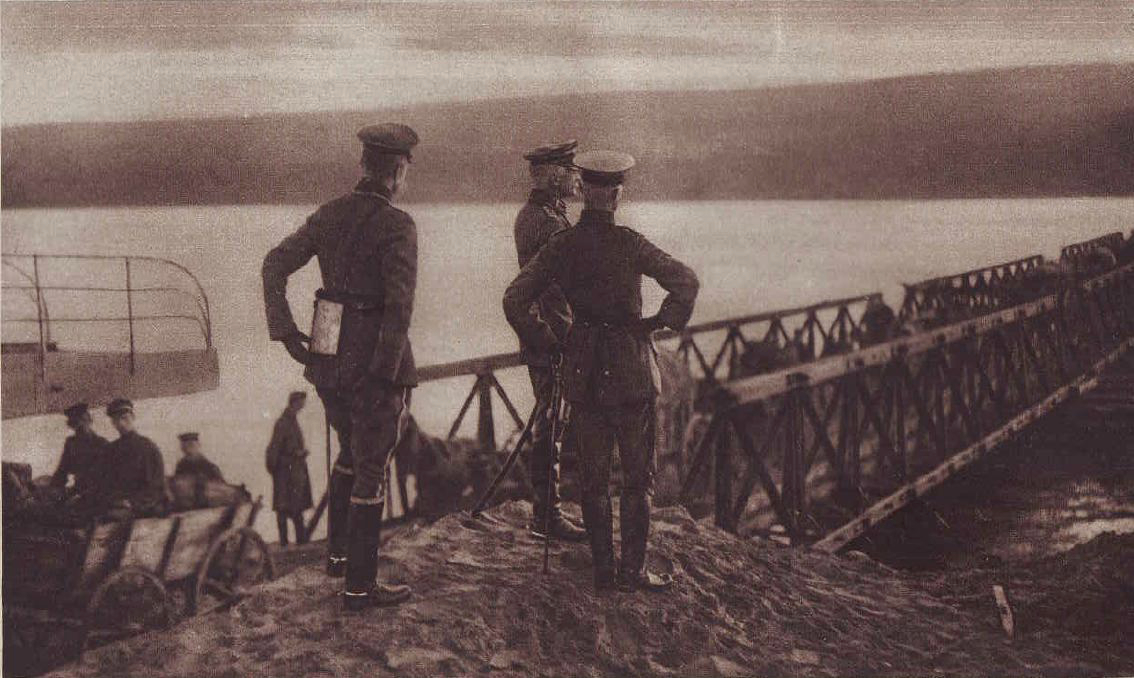
馬肯森將軍率軍渡過多瑙河。

11月23日，馬肯森的精銳部隊在斯維什托夫附近渡過多瑙河，此舉出乎羅馬尼亞高層意料之外，馬肯森的部隊距離布加勒斯特非常之近，而該城的防衛相當薄弱。為此，羅馬尼亞軍也迅速在首都周邊佈防，由新進晉升的康斯坦丁·普雷贊主持防務，阻止西北側的德國第9軍團與東南側的馬肯森部對布加勒斯特完成合圍，布加勒斯特保衛戰於焉爆發。羅馬尼亞已動員了全部的預備隊，但他們仍需要俄軍的支持，使預備部隊有足夠時間打破包圍圈；然而，俄軍並不支持這個計畫。
12月1日，羅馬尼亞軍沿著阿爾傑什河與內亞羅夫河發動攻擊，成功擊退同盟國軍，並擄獲不少戰俘，但馬肯森與法金漢都能及時反應，使局勢獲得控制。面對同盟國軍的強大壓力，羅馬尼亞的抵抗薄弱、裝備惡劣，又缺乏俄軍支援，根本無法阻擋同盟國軍的攻擊；然而他們仍然發動了許多大膽的行動，如著名的普盧那魯突擊（Prunaru Charge），第2「羅錫奧利」騎兵團在此次作戰中幾乎全軍覆沒。在戰鬥爆發的三天後，阿爾傑什戰役的局面已對羅馬尼亞極為不利，各軍紛紛撤退，法金漢所屬的德軍則在12月6日進入布加勒斯特。羅馬尼亞第2軍團朝著錫雷特河方向退卻，當地雖有防禦工事，但卻是面對著俄國方向興建，對來自南側的敵人派不上用場，只能勉強依靠多瑙河三角洲的沼澤與喀爾巴阡山的側翼作為掩護。
在22日至26日之間，戰鬥在羅姆尼庫─瑟拉特爆發，馬肯森軍在27日控制了這個小鎮；同時，大批俄軍開始進入摩爾達維亞境內，以防止同盟國軍攻入俄國南部。但整個羅馬尼亞南部，包括奧爾特尼亞、蒙特尼亞、多布羅加與一部分的摩爾達維亞都被同盟國佔領，羅馬尼亞人在撤退時破壞了農田、工廠與油井，以防被敵軍取用。另外在12月3日，羅馬尼亞的魚雷艇法爾特·默勒奇尼亞努上尉號（Căpitan Valter Mărăcineanu）在多瑙河畔被水雷擊沉。
羅馬尼亞軍與俄軍在1917年1月4日撤守默欽，次日又退出布勒伊拉，到1月底時，多瑙河三角洲陷入封凍，保加利亞軍試圖趁此機會肅清沼澤地內殘餘的羅馬尼亞軍隊，他們在23日時由圖爾恰越過多瑙河，但在羅馬尼亞守軍的防禦下失敗，並付出慘重傷亡。三角洲地區除了少數羅馬尼亞守軍外，上有屬於多瑙河艦隊的巡洋艦伊莉莎貝塔號（NMS Elisabeta），使海上力量不足的同盟國軍難以進入三角洲地區，一直撐到戰爭告一段落。由於天氣轉壞，馬肯森在喀爾巴阡山東側的推進也受阻，同盟國軍雖然奪取了福克沙尼，但已無力渡過錫雷特河，雙方戰線也在1月下旬逐漸穩定，羅馬尼亞軍獲得修整時機。
羅馬尼亞在協約國戰局最惡劣的時刻參戰，他的周圍盡是敵軍，必須在漫長的戰線上奮鬥，並被迫不斷更改原訂的戰略目標。儘管同盟國付出了大量的人力、物資，他們仍未達到對羅馬尼亞的政治與戰略目的，羅馬尼亞尚未退出戰局。羅馬尼亞軍隊留下了25萬人的損失（1916年8月總動員人力的三分之一），遠多於同盟國的10萬5千（其中德軍6萬）傷亡，但他們仍擁有一定的戰力與籌碼。在布加勒斯特淪陷後，羅馬尼亞王室與政府遷到雅西，仍然繼續與同盟國對抗。

### 羅馬尼亞的重整

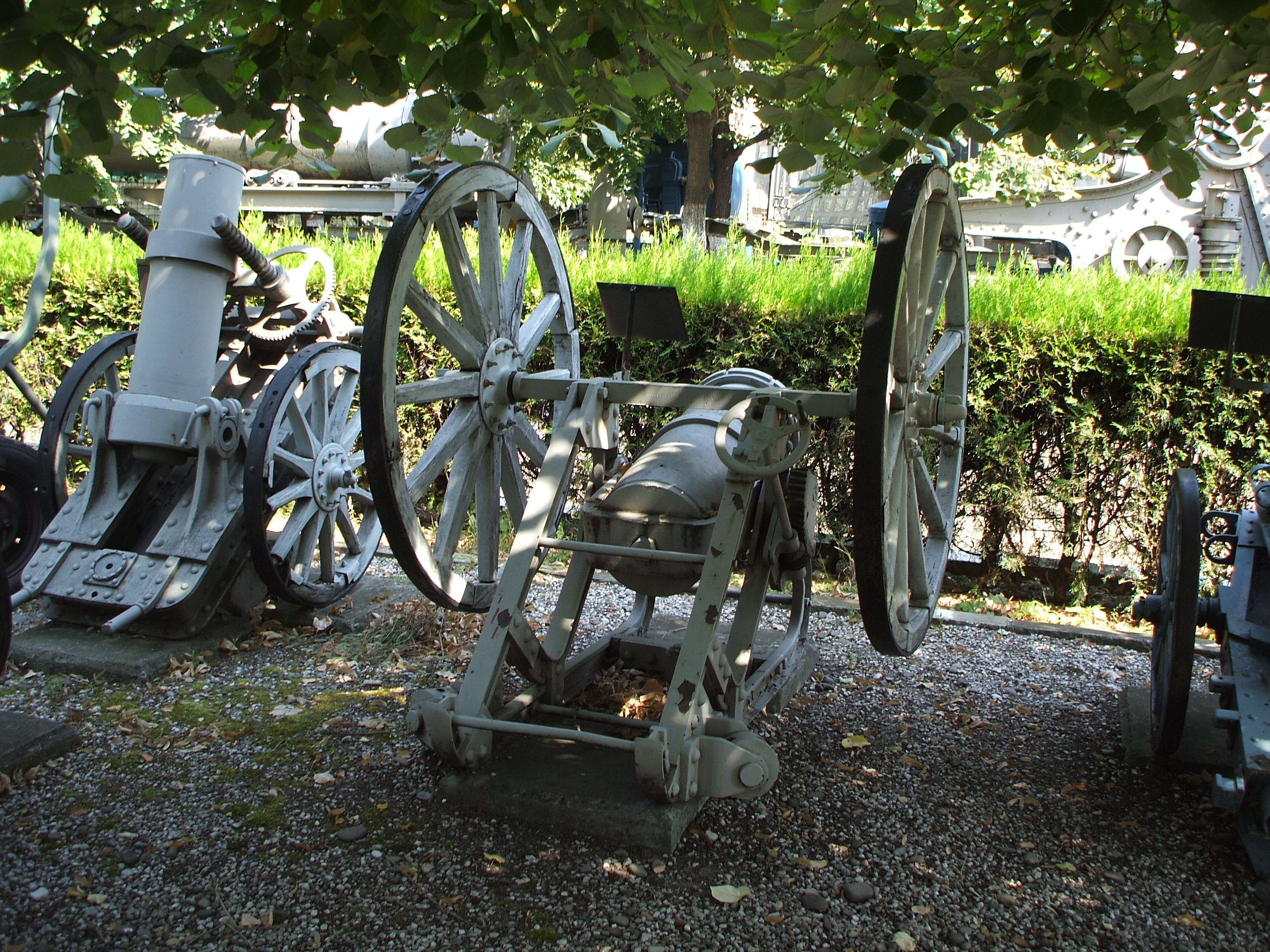
羅馬尼亞自製的涅格雷1916年重迫擊砲。

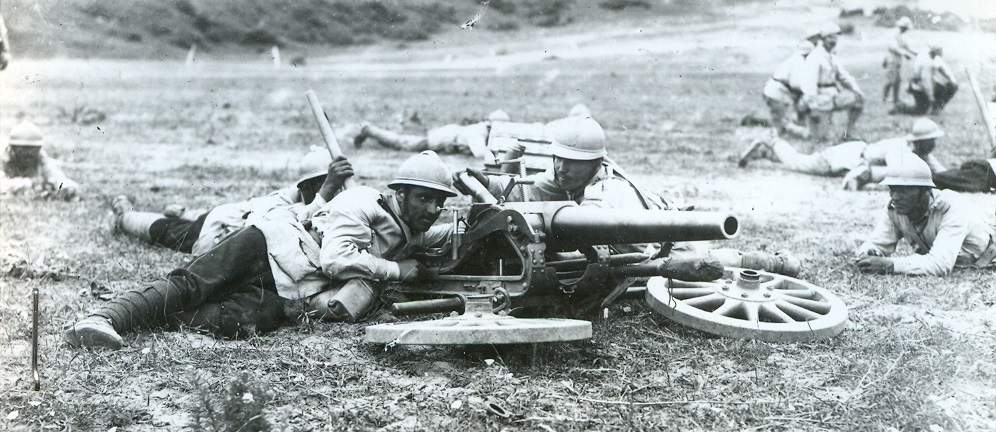
由固定砲塔上拆下的53mm火砲，安裝在自製的砲架上充當步兵砲。

羅馬尼亞在1917年的戰略目標是收復失土，並驅逐國內的占領者。在喀爾巴阡山、錫雷特河與多瑙河三角洲的地利，與俄軍及協約國的援助下，羅馬尼亞軍在1917年上半展開重建，包括將撤退時拆卸的工廠機具重新組建、提高能源與農業產量、保持人民基本的生活水準，並收容大批戰爭難民。在1917年初，摩爾達維亞境內的羅馬尼亞、俄羅斯軍隊大約有一百萬人之眾。
為了保持政治上的一致，羅馬尼亞政府於1916年12月24日在雅西重組，仍由原本的首相約內爾·布勒蒂亞努組閣（第四次內閣），各個政治與民族團體也為了收復失土而暫時達成共識，並推動土地與選舉權改革，有效提振了士氣。
羅馬尼亞的軍隊重建包含了重新整編與現代化，在布加勒斯特戰役後，羅馬尼亞軍被迫徹入內陸，擔綱主力的第2軍團仍在一定程度上穩住陣腳，將戰線維持於摩爾達維亞南部地區，與馳援的俄軍一同作戰。在國王與政府的合作下，羅馬尼亞的重組繼續在殘存的國土上進行，計畫以有限的資源維持動員部隊的戰力，以撐過不斷拖長的戰事；而俄國方面則希望將羅馬尼亞軍隊轉移到德涅斯特河以東的烏克蘭整補。步兵師仍維持相同的編制，使前線的輪調與機動性更簡易，並具有與對方同等的火力；軍級單位則轉型為戰術協調中樞；騎兵單位獲得了更多的機關槍；砲兵重新整編，使每個師都擁有砲兵、迫擊砲團各一，重型火砲則另行編組。
重組也牽涉到其他單位，包含戰鬥工兵、海空軍、後勤單位等，對軍士官的訓練、組織與指揮策略都進行調整，並設置培訓中心，加強壕溝戰等新戰術的推動，都取得了一定的效果。
羅馬尼亞的軍事資源必須仰賴盟友供應，而協約國也給予了大力支援，包括15萬枝勒貝爾M1886步槍、1760挺霍奇克斯M1914重機槍、197挺維克斯機槍、2628挺紹沙輕機槍、108挺路易士機槍、1300萬枚F1手榴彈、84門法製1897年75毫米速射砲、92門德班格120毫米重砲、28門考文垂5吋榴彈砲、14門聖夏蒙155毫米榴彈砲、7門史奈德─普季洛夫152毫米榴彈砲、以及130門法製58毫米壕溝迫擊砲等。同時，羅馬尼亞軍方也盡力滿足官兵的糧食與健康需求，以加強軍隊士氣。由法國將領亨利·貝特洛所率領的軍事顧問團對羅馬尼亞的軍隊改建留下了巨大貢獻，他們負責監督整編進程，並參與訓練。
到1917年6月初，羅馬尼亞的軍隊數量恢復到70萬人，計有207個步兵營、60個預備步兵營、110個騎兵中隊、245個砲兵分隊等，編成2個軍團、5個軍。羅馬尼亞軍隊的重建獲得國內外輿論的一致好評，並在往後幾個月的作戰中獲得證實。
1917年1月，羅馬尼亞的內河砲艦斯默爾丹號（NMS Smârdan）遭到德軍岸砲攻擊，3名士兵陣亡。而在4月16日，魚雷艇斯繆爾號（NMS Smeul）號在從蘇利納運送士兵與補給前往康士坦察時傾覆沉沒。

## 1917年戰事與停戰
面對複雜的戰略局勢，羅馬尼亞的高層制定了明確、實際的方針，將整個國家投入總體戰，所有的人力及資源都為了國家的目標而行動，並在戰略上與盟友進行大規模作戰的協調。1917年5月下旬，羅馬尼亞方面計畫在福克沙尼─納默羅阿薩一線發動攻勢，吸引同盟國軍的注意，並削弱敵軍主力（德國第9軍團），以聲援俄國的克倫斯基攻勢。關鍵性的攻擊將由羅馬尼亞第1軍團負責，為了提高攻擊效果，並吸引盡可能多的同盟國軍部隊，羅馬尼亞第2軍團、俄國第4軍團在福克沙尼西北側提前發起攻擊。然而，德軍的注意力也放在東線，計畫一舉擊破羅馬尼亞，並壓迫俄國談和，以贏得東線的勝利。在1917年6月，同盟國軍向摩爾達維亞全線發動大規模攻勢，並從其他戰線抽調部隊增援。
7月初，羅馬尼亞迎來了整場戰爭中的高潮，他們的軍力與物資數量也達到頂點，共計編成9個軍、80個步兵師、974個步兵營、19個騎兵師、550個騎兵中隊、923個砲兵分隊，有80萬名現役士兵及100萬名預備部隊。三場戰鬥將決定羅馬尼亞的命運：默勒什蒂、默勒謝什蒂、奧伊圖茲，也將是東線戰事的轉折點，他們都位於1917年初僵持的戰線上，半年來雙方都少有進展。

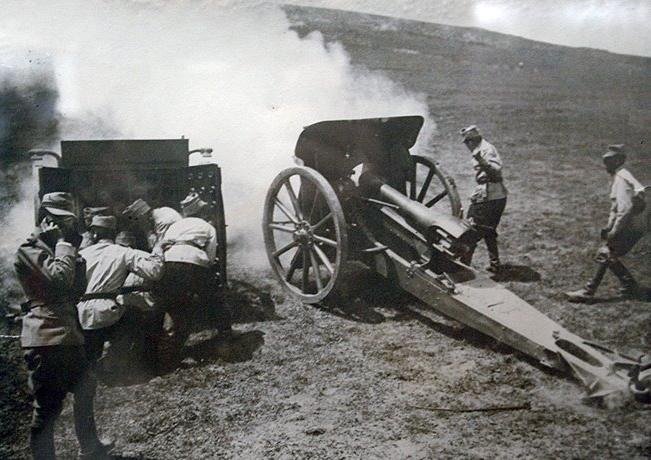
默勒謝什蒂戰役中的羅馬尼亞M.12 105mm野戰砲。

### 默勒什蒂戰役
默勒什蒂戰役開始於7月24日拂曉，由位於弗朗恰地區（Vrancea）的羅馬尼亞第2軍團、俄羅斯第4軍團發動。主攻的三個師順利地突破了同盟國軍的防線並將他們擊退；到晚間，羅馬尼亞軍隊已攻克了由奧匈帝國的格羅克兵團（Gerok Group，隸屬奧匈第1軍團）防禦，默勒什蒂一帶最堅強的防線。次日，羅馬尼亞部隊繼續挺進，同盟國軍的退卻也出現失序，對深入滲透創造了有利的條件。然而，俄國高層正苦惱於克倫斯基攻勢的失敗，以及同盟國軍在加利西亞、布科維納的反擊，決定片面停止在羅馬尼亞的進軍，並要求羅馬尼亞方面中止在東喀爾巴阡山到黑海海濱的行動。而在默勒什蒂前線，羅馬尼亞軍在阿維雷斯庫的指揮下，仍繼續作戰到7月30日。默勒什蒂戰役對同盟國軍造成一次有效的打擊，他們放棄了長35公里、深20公里的佔領區，並蒙受近萬人的損失；相較之下，羅馬尼亞方面的傷亡只有同盟國軍的一半，也驗證了羅馬尼亞陸軍的重建成果。
默勒什蒂戰役在摩爾達維亞戰線上製造出一個突出部，介於德國第9軍團與奧匈帝國第1軍團之間，使得同盟國必須重新調遣部隊，並改變原訂在福克沙尼（Focşani）─納默羅阿薩（Nămoloasa）地區的攻勢。在默勒什蒂戰役中斷後，同盟國方面在夏季的進攻目標是由西北方向福克沙尼、默勒謝什蒂、阿德茹德（Adjud）一線發動攻擊，配合來自奧伊圖茲鄉、特羅圖什（Trotuş）河谷通往特爾古奧克納與阿德茹德的山路攻擊（也是第二次奧伊圖茲戰役），將羅馬尼亞與俄羅斯部隊包圍殲滅，占領整個摩爾達維亞並將羅馬尼亞趕出戰爭，也援護從布科維納出擊的奧匈軍向東推進，直抵敖德薩。

### 默勒謝什蒂戰役
馬肯森集團軍（Army Group Mackensen）轄下的德國第9軍團在8月6日展開攻擊，此時俄國第4軍團正好離開錫雷特河的陣地，向北移動加強摩爾達維亞北部的防禦，原先的位置則移交給羅馬尼亞第1軍團負責，此軍團在8月12日之前由康斯坦丁·克里斯泰斯庫（Constantin Cristescu）將軍指揮，後改由埃雷米亞·格利哥雷斯庫（Eremia Grigorescu）將軍統率。

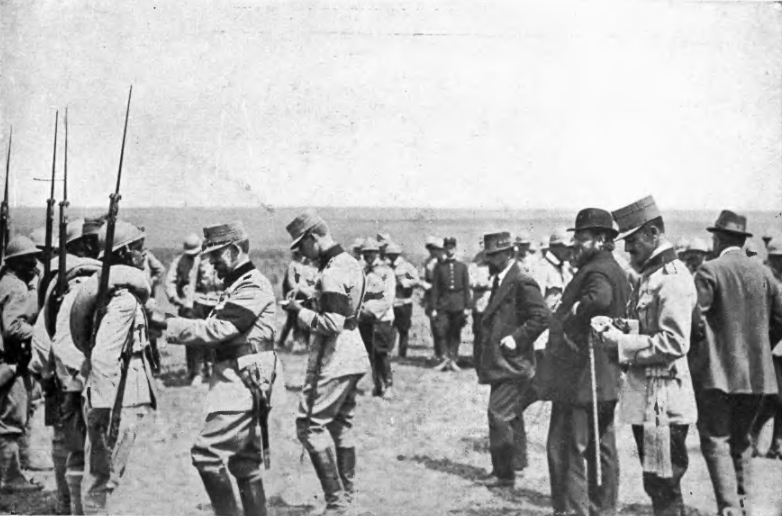
羅馬尼亞的斐迪南一世國王至前線激勵官兵。

默勒謝什蒂戰役從8月6日進行到9月3日，這是羅馬尼亞陸軍在1917年面臨的最大考驗。這場戰役可細分為三個階段，在第一階段（8月6日至8月12日），羅馬尼亞第1軍團與俄軍試圖逮住推進中的德軍，並逼迫他們轉向。在13至19日的第二階段中，羅馬尼亞軍接替俄軍擔任主角，雙方的交鋒也在19日達到高潮，並有效的擋下了德軍。到第三階段（8月20日至9月3日）時，德軍的進擊已接近停滯，只能在羅馬尼亞的擾亂之下試著改善目前的處境，並期望下一次攻勢的機會。

### 第二次奧伊圖茲戰役
自8月8日開始，第二次奧伊圖茲戰役也同時打響，羅馬尼亞軍隊仍然頂住了佔有優勢的奧匈帝國格雷克兵團。同盟國的攻勢到9月3日時已告中止，標誌著他們在摩爾達維亞戰線的戰略失敗；羅馬尼亞的防禦與反擊也是1917年協約國在東部戰線上最好的戰果，不但保住了剩餘的羅馬尼亞領土，並牽制了近百萬的同盟國軍，《泰晤士報》更將羅馬尼亞譽為「東線唯一的亮點」。
在9月22日，羅馬尼亞也在戰爭中取得了最大的海軍戰果，奧匈帝國多瑙河艦隊的砲艦茵河號（SMS Inn）在布勒伊拉附近觸雷沉沒，造成2人陣亡、8人受傷，其中一位死者是多瑙河艦隊的參謀長。
然而，隨著協約國在1917年冬季的頹勢，以及俄國十月革命和內戰爆發，羅馬尼亞的情勢迅速惡化，俄國已確定退出戰爭，孤立的羅馬尼亞將被同盟國徹底包圍。在別無選擇的情況下，羅馬尼亞在1917年12月9日於福克沙尼簽署停戰協議。

## 戰後發展

### 布加勒斯特條約

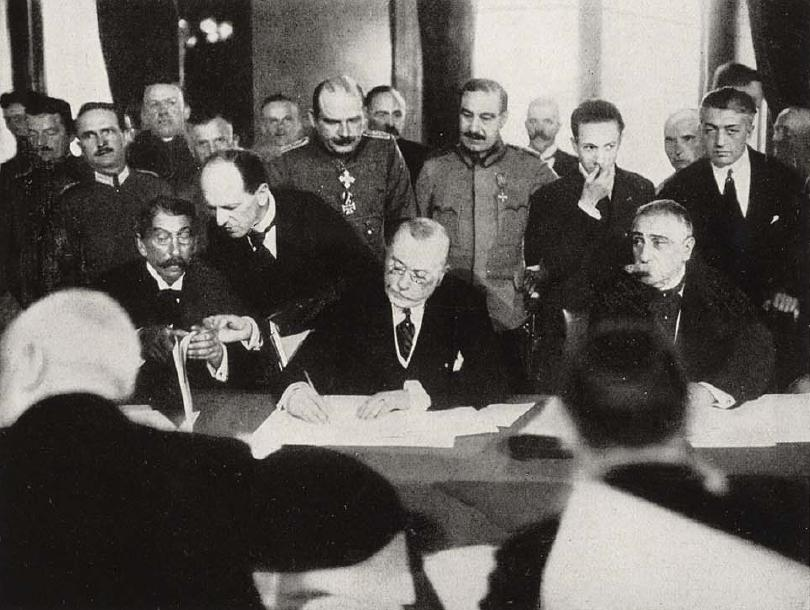
亞歷山德魯·馬吉羅曼簽署布加勒斯特條約。

1918年5月7日，鑒於當下的政治與軍事形勢，羅馬尼亞被迫與同盟國簽訂《布加勒斯特條約》，割讓南多布羅加全境、部分北多布羅加給予保加利亞，多瑙河三角洲的交通線也暫由同盟國佔領；奧匈帝國獲得喀爾巴阡山山麓的土地與主要隘口；德國則取得油井90年的使用權，並以親德派的亞歷山德魯·馬吉羅曼組閣。同時，同盟國也承認羅馬尼亞與比薩拉比亞的結合，該地區原為俄國所統治。斐迪南一世雖然沒有批准和約，但德國方面已開始修復普洛耶什蒂的油田，在戰爭結束前又開採了數百萬噸石油，並向羅馬尼亞徵收了兩百萬噸穀物，使德國可以支持1918年的戰事。

### 羅馬尼亞重新參戰
1918年秋季，協約國在瓦達爾攻勢（Vardar Offensive）中於馬其頓戰線重挫了同盟國，保加利亞退出戰爭，而羅馬尼亞也在11月10日、一次大戰結束的前一天宣布重新參戰。
11月28日，布科維納的羅馬尼亞代表投票表決併入羅馬尼亞，隨後，阿爾巴尤利亞的羅馬尼亞代表也於12月1日宣布特蘭西瓦尼亞跟進，當地的德裔居民也在12月15日於梅迪亞什集會通過該項決議；而克盧日的匈牙利代表則在22日重申了對匈牙利的支持。《凡爾賽和約》依據威爾遜的十四點原則中提及的民族自決權，要求德國放棄了1918年自《布加勒斯特和約》中所取得的利益。
在羅馬尼亞控制的特蘭西瓦尼亞地區，依據1910年的人口普查數據，當地有1,662,000（31.6%）的匈牙利語人口，這點在新生的匈牙利相當受到關注，進而引爆了1919年的匈牙利─羅馬尼亞衝突，周邊的捷克斯洛伐克、南斯拉夫（當時的正式名稱為塞爾維亞人、克羅特人和斯洛文人王國）也捲入了匈牙利的邊境衝突。這場戰爭以羅馬尼亞勝出作結，他們也留下武器支援匈牙利的霍爾蒂政府，他在1920年時成為匈牙利的攝政。

## 戰役分析
1916年同盟國的反擊由德國的法金漢與馬肯森領導，但他們的戰力比重僅佔22%，相較之下，奧匈帝國為46%，保加利亞與土耳其合計32%。羅馬尼亞在特蘭西瓦尼亞的失敗主要是來自保加利亞方面對多布羅加的干擾，迫使羅馬尼亞必須雙線作戰。儘管同盟國方面迅速奪回了特蘭西瓦尼亞的失土，但一時之間仍無法突破羅馬尼亞在喀爾巴阡山的防線，尤其在普拉霍瓦山谷一役成功阻止了同盟國軍直取布加勒斯特的企圖。然而，羅馬尼亞的成功相當短暫，他們面對的戰線過長，在同盟國軍龐大的壓力下被迫退往摩爾達維亞，依托錫雷特河設防。局勢雖然岌岌可危，但羅馬尼亞仍設法推動改革，並擋下同盟國的幾次攻擊，直到俄羅斯退出戰爭，使他們陷入孤立，才在別無選擇下被迫投降。
在協約國方面，除了羅馬尼亞本身的弱點外，協約國的支援並沒有奏效，馬其頓戰線的僵持使保加利亞沒有後顧之憂，也無法分擔羅馬尼亞面臨的雙線壓力。而俄國雖然計劃派出至少20萬部隊入境作戰，但卻從未實現，這些承諾的落空最終使得羅馬尼亞敗下陣來，而不是協約國所期望的奧匈帝國崩盤。

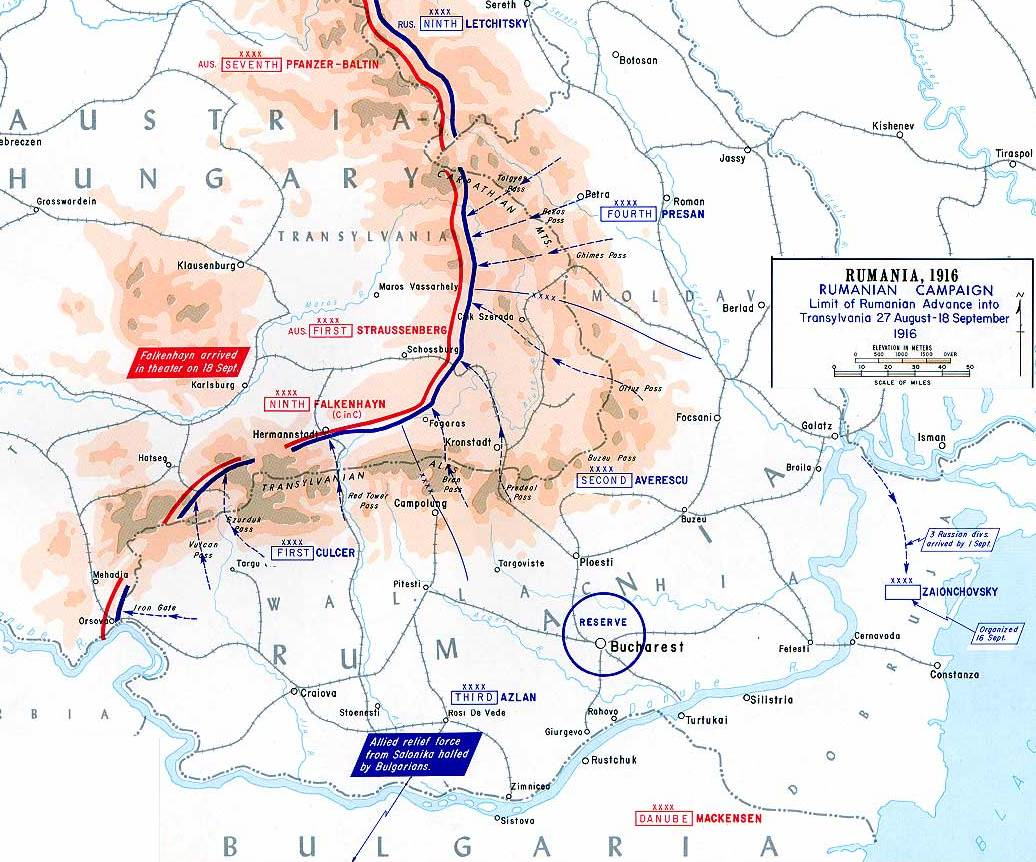
1916年8月，羅馬尼亞進攻奧匈帝國。
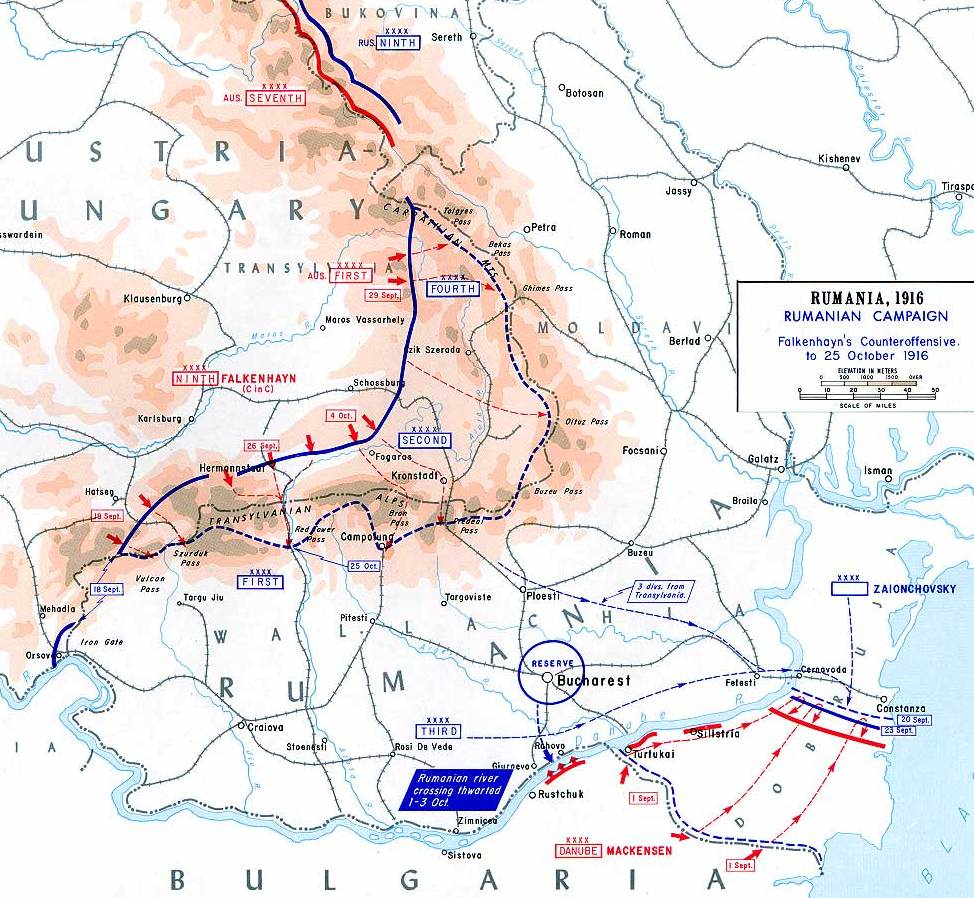
1916年9月至10月，同盟國的反擊。
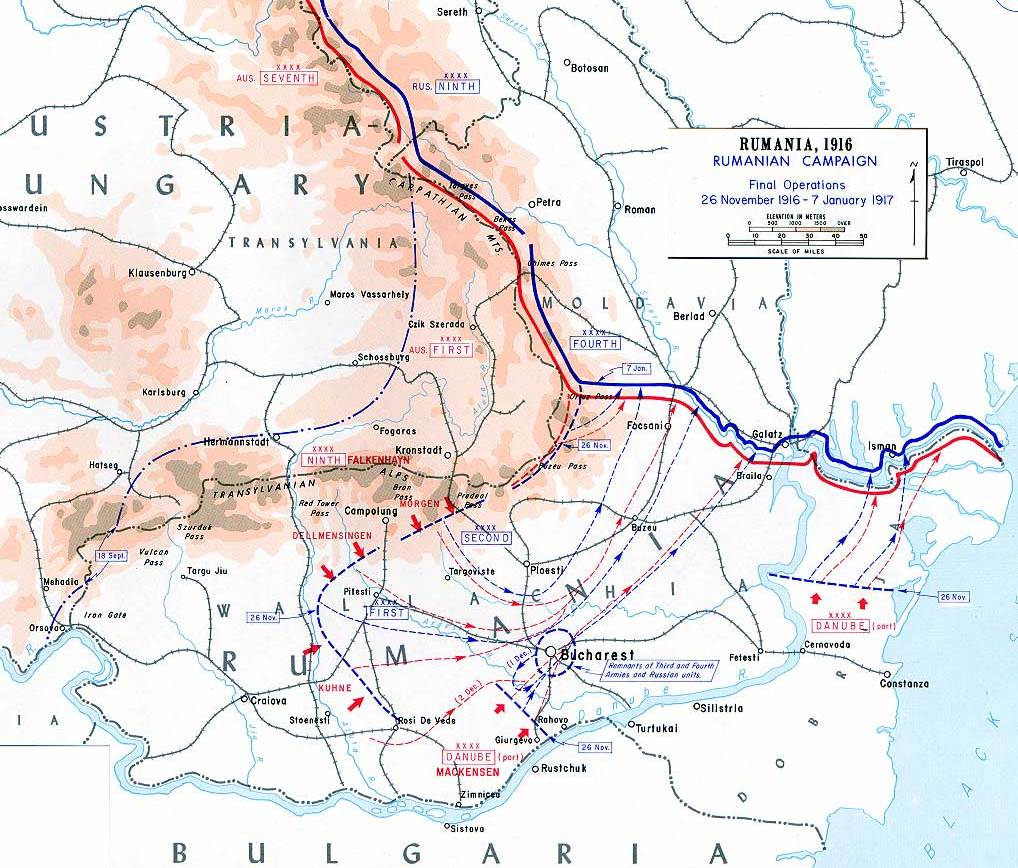
1916年11月至1917年1月，羅馬尼亞境內的軍事行動。
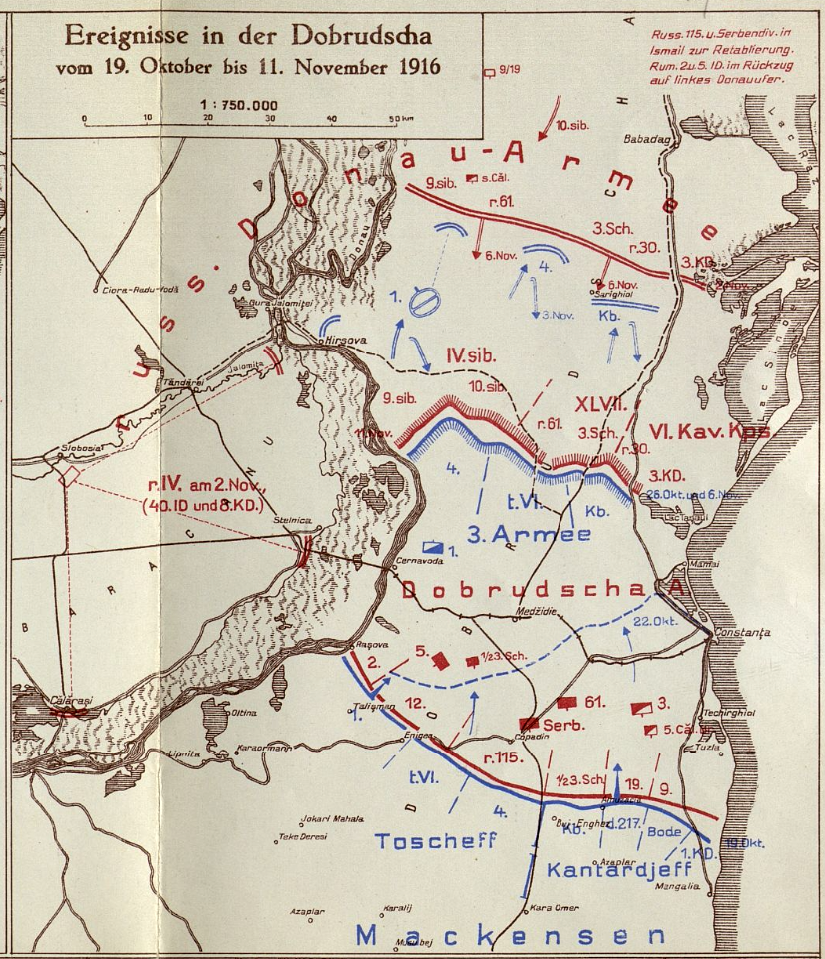
1916年10月19日至11月11日，多布羅加地區的軍事行動。